# Kaltgaswirkungsgrad
Der Kaltgaswirkungsgrad ist definiert als das Verhältnis zwischen dem Energieinhalt des Produktgases nach der Vergasung und dem Energieinhalt des Energieträgers vor der Vergasung im Rohzustand (z. B. Heizwert von Holz). Er ist speziell definiert für den Vergasungsprozess. Der Produktgasstrom muss temperaturbereinigt sein, wodurch es sich um rein chemische Energieinhalte handelt.
{\displaystyle \eta _{Coldgas}={\frac {E_{Product}}{E_{Feed}}}={\frac {{\dot {m}}_{G}\cdot H_{u,G}}{{\dot {m}}_{F}\cdot H_{u,F}}}}
Hierbei ist {\displaystyle H_{u}} der untere Heizwert und {\displaystyle {\dot {m}}} der Massenstrom. Der Index G steht für das Produktgas und der Index F für den Festbrennstoff.